# Emacs/W3
Emacs/W3 è un browser web per l'editor di testo Emacs, scritto principalmente da William M. Perry, interamente in Emacs Lisp. Come Lynx, Links, ELinks e w3m, è per la maggior parte solo testo.  Emacs/W3 fa parte del pacchetto Sumo per XEmacs, ed il suo modulo per l'acquisizione dell'URL fa attualmente parte del repository CVS di GNU Emacs.
Come fatto notare qui, il pacchetto W3 è attualmente considerato monolitico ed obsoleto. È stato proposto un progetto per ricostruire W3 dando spazio ad una maggiore modularità. Parecchi browser web per Emacs includono un'interfaccia per w3m.